# Good Morning America
A Good Morning America (GMA) egy minden hétköznap jelentkező amerikai reggeli show, amelyet az ABC sugároz. A műsor az Egyesült Államok összes időzónájában reggel 7-től egészen 9 óráig tart, ezért a keleti parton élőben, az államok más területein felvételről sugározzák.
A főbb témák között szerepelnek az aktuális hírek, időjárás-jelentés és különleges történetek is, gyakran hívnak meg vendégeket is, a műsorvezetők Robin Roberts, George Stephanopoulos és Lara Spencer. A műsor zenéjét a DreamArtists Studios készíti 2007 óta.
A Good Morning America a második legnézettebb reggeli műsor az USA-ban, csak az NBC által adott Today c. műsor előzi meg.
Négy alkalommal nyerte meg a "legjobb reggeli műsornak" járó Emmy-díjat a műsor: 2007-ben nyerték meg először megosztva, majd 2008-ban és 2009-ben bizonyultak a legjobbnak, legutóbb 2014-ben vehették át a rangos elismerést.  
A műsort 1975 és 1999 között az ABC székházában készítették New Yorkban, 1999 óta a Times Square-en van a műsor stúdiója.  